# 愛のアルバム⑧
『愛のアルバム⑧』（あいのアルバムはち）は、Berryz工房の8枚目のアルバムである。2012年2月22日にアップフロントワークス（PICCOLO TOWNレーベル）より発売された。

## 概要
初回限定盤と通常盤の2形態での発売。初回限定盤はCD＋DVD、通常盤はCDのみ。通常盤の初回仕様にはフォトカードが1種封入されている。

## 収録曲
全作詞・作曲：つんく
1. Mythology 〜愛のアルバム〜 [5:05]
編曲：松井寛
2. 世の中薔薇色 [3:48]
編曲：宅見将典
3. Shy boy [4:01]
編曲：AKIRA
4. Because happiness [4:18]
編曲：大久保薫
この曲と℃-uteの7thアルバム『第七章「美しくってごめんね」』収録曲「幸せの途中」を同時再生すると、1つの楽曲になる仕掛けが施されている[3][4][5]。その曲は「超HAPPY SONG」と名づけられ、2012年6月20日にCDシングルとして発売された[6]。
5. 恋愛模様 [4:13]
歌：徳永千奈美・須藤茉麻・熊井友理奈・菅谷梨沙子
編曲：湯浅公一
6. 愛の弾丸 [4:35]
編曲：板垣祐介
26thシングル。
7. 甘酸っぱい春にサクラサク [5:02]
歌：Berryz工房×℃-ute
編曲：宅見将典
Berryz工房×℃-uteのシングル。
8. 新しい日々 [3:50]
歌：清水佐紀・嗣永桃子・夏焼雅
編曲：HΛL
9. ああ、夜が明ける [4:24]
編曲：平田祥一郎
27thシングル。
10. 青春劇場（Berryz工房Ver.） [4:37]
編曲：上杉洋史[7]
劇団ゲキハロ11回公演『戦国自衛隊』主題歌。
オリジナルのBerryz工房×℃-uteのバージョンは、『プッチベスト12』に収録されている。
こぶしファクトリーの1stアルバム「辛夷其ノ壱」初回生産限定盤B DISC2にカバーが収録された。

初回生産限定盤付属DVD
1. Be 元気＜成せば成るっ!＞（Live Ver.）
2. Be 元気＜成せば成るっ!＞（清水佐紀 Solo Live Ver.）
3. Be 元気＜成せば成るっ!＞（嗣永桃子 Solo Live Ver.）
4. Be 元気＜成せば成るっ!＞（徳永千奈美 Solo Live Ver.）
5. Be 元気＜成せば成るっ!＞（須藤茉麻 Solo Live Ver.）
6. Be 元気＜成せば成るっ!＞（夏焼雅 Solo Live Ver.）
7. Be 元気＜成せば成るっ!＞（熊井友理奈 Solo Live Ver.）
8. Be 元気＜成せば成るっ!＞（菅谷梨沙子 Solo Live Ver.）
『Hello! Project 2012 WINTER ハロ☆プロ天国 〜ロックちゃん〜』中野サンプラザにて収録
9. アルバムジャケット撮影メイキング映像